# Piedmont (Missouri)
Piedmont – miasto w Stanach Zjednoczonych, w stanie Missouri, w hrabstwie Wayne.